# Cordillera Kaikōura
Las cordilleras Kaikōura son dos cordilleras paralelas situadas en el noreste de la isla Sur de Nueva Zelanda. Las dos cordilleras son visibles desde una gran distancia, incluso desde la costa sur de la isla Norte.

## Descripción
Formadas a lo largo del sistema de fallas de Marlborough de Nueva Zelanda, pueden considerarse la extensión más septentrional de los Alpes del Sur / Kā Tiritiri o te Moana en la isla Sur. Bautizadas como las montañas Looker-on, por el capitán James Cook, toman su nombre de la ciudad de Kaikōura, en el extremo sur de la cordillera más oriental, las Kaikōuras marítimas. Esta cordillera se eleva directamente desde (y domina) la costa al norte de la ciudad, y alcanza su punto más alto con el monte Manakau, de 2.608 metros.
El largo y recto valle fluvial del río Waiau Toa / Clarence separa las Kaikōuras del Mar de las Kaikōuras del Interior, más largas y elevadas. Esta última cordillera contiene el pico más alto de las cordilleras, el Tapuae-o-Uenuku de 2.885 metros, cuya traducción del maorí es la poética "Huella del arco iris". Más allá de las Kaikōuras interiores se encuentra el valle del río Awatere, que corre paralelo al del Waiau Toa / Clarence. El clima se caracteriza por un invierno seco y frío.

## Flora
Estas montañas se caracterizan por la presencia de grandes zonas de canchales, mientras que los bosques de las tierras bajas han sido en gran parte talados. Las montañas Spencer, al sur, tiene un bosque de hayas más intacto.

## Fauna
Las cordilleras contienen el área importante para las aves del valle de Kowhai y del arroyo Shearwater.